# Manoba albina
Manoba albina är en fjärilsart som beskrevs av Rothschild 1912. Manoba albina ingår i släktet Manoba och familjen trågspinnare. Inga underarter finns listade i Catalogue of Life.